# 木村真三
木村 真三（きむら しんぞう、1967年7月12日 - ）は、日本の放射線衛生学者。放射線医学総合研究所、労働安全衛生総合研究所をへて、獨協医科大学国際疫学研究室准教授。

## 経歴
- 愛媛県北宇和郡広見町（現鬼北町）出身
- 愛媛県立北宇和高等学校卒業[3]
- 東京理科大学山口短期大学卒業
- 九州工業大学工学部二部卒業
- 北陸先端科学技術大学院大学修士課程修了
- 北海道大学大学院博士課程修了（2000年、博士（地球環境科学）[4]）
- 独立行政法人放射線医学総合研究所緊急被ばく医療研究センター線量評価研究部・任期付き研究員（1999年 - 2004年）
- 塗装工
- 独立行政法人労働安全衛生総合研究所研究員（2007年 - 2011年）
- 北海道大学非常勤講師（2011年）
- 獨協医科大学准教授（2011年 - ）
- 二本松市放射線アドバイザー（2011年 - ）
- NPO法人放射線衛生学研究所理事長（2012年 - ）設立時代表者　安部　真三[5]。二本松市に随意契約でホールボディーカウンターを納入した。平成28年1月8日に福島県から指導・監督を受けた[6]。
- 福島県双葉郡双葉町復興まちづくり委員会有識者委員[7]（2012年 - 2013年）
- ウクライナ・ジトーミル国立農業生態学大学 (Житомирський національний агроекологічний університет) 名誉教授（2013年）。

## 人物
2011年3月11日の福島第一原子力発電所事故後、3月15日に福島県に入って放射線量の測定を開始した。放射線医学総合研究所に勤めていた時代に東海村JCO臨界事故（1999年）が起きたが、当時は現場に入ることを官庁から止められた。そのため、福島第一原子力発電所事故では初動調査をするために辞表を提出して福島へ入った。
放射線測定の草分け的存在、岡野眞治と共に福島各地を周って放射線量を測定した。同時に採取した土壌サンプルを大学の原子力工学の専門家（今中哲二、小出裕章、高辻俊宏ら）に送り、放射性核種の分析を依頼。放射能汚染地図をメディアで報道するためにNHKの七沢潔にも連絡を取り、現地調査の様子が5月15日、NHK ETV特集 「ネットワークでつくる放射能汚染地図」として放映された。6月5日の続編では、福島第一原子力発電所の正門から1km離れた住宅地で採取したサンプルからプルトニウムやニオブが敷地外から検出したことが放映された。
福島県での活動を通して、避難勧告、除染、居住可能性の提示などについて被災地住民に協力した。2011年8月に音楽イベントを企画していたプロジェクトFUKUSHIMA!にも協力し、会場となった四季の里やあづま球場の放射線量調査や、放射線防護対策の助言を行なった。福島県の人々や、イベントの参加アーティストやスタッフに向けて放射線物質の講習も行い、イベントは予定通りに開催された。
避難の基準値は年間 5mSv と低線量被ばくのリスク管理に関するワーキンググループで表明している。最も線量の高い双葉町山田地区における放射性セシウムを基準とした場合、空間線量が年間１ミリシーベルトに相当する毎時0.1マイクロシーベルトに減衰するまでには、2011年9月を起点として167年前後かかると試算。これを基に「双葉町には160年帰れない」との見解を出している。これを元にして、井戸川克隆町長は帰還目標を暫定的に30年後とすると発言し、事故後の対応を巡り県および町議会と対立し、最終的に辞職した。
この他、 チェルノブイリ原子力発電所事故の影響で汚染被害を受けたウクライナのジトーミル州ナロージチ地区の住民の健康調査も行った。事故後25年間、政治的・経済的な事情で移住できない住民の健康調査であり、食生活における被曝予防を提言した。

## 国からの獲得研究費
- 内戦に伴う食糧自給状況の変化と汚染食品摂取による放射線内部被ばく量との関連  基盤研究(C)  研究期間 2016年度～2018年度 （H.28～H.30） 配分総額 4,810,000 円  代表者 小正 裕佳子  獨協医科大学 医学部 特任講師
- 福島第一原発事故による地域住民・被災者への心理社会的健康影響要因の特定  基盤研究(B)  研究期間 2014年度～2017年度 （H.26～H.29） 配分総額 13,390,000 円  代表者 神馬征峰  東京大学 医学系研究科 教授
- チェルノブイリ被災地調査に基づく中・長期的原発事故後影響の予防医学的研究  基盤研究(A)  研究期間 2013年度～2016年度 （H.25～H.28） 配分総額 45,630,000 円  研究代表者　木村 真三
- 汚染地域の人の営みの中で推移する放射性核種を追う  基盤研究(A)  研究期間 2012年度～2015年度 （H.24～H.27） 配分総額 47,190,000 円  代表者 高辻俊宏  長崎大学・教授
- チェルノブイリ被災地をモデルとした原発解体作業に伴う被ばく影響の基礎的研究  基盤研究(B)  研究期間 2010年度～2012年度 （H.22～H.24） 配分総額 18,460,000 円  研究代表者　木村 真三
- 放射線被ばくのバイオマーカーとしてのメタロチオネインアイソフォーム遺伝子の利用  基盤研究(C)  研究期間 2010年度～2012年度 （H.22～H.24） 配分総額 4,160,000 円  代表者 三浦伸彦  独立行政法人労働安全衛生総合研究所・研究員
- 旧ソ連の原子力開発にともなう放射能災害とその被害規模に関する調査研究  基盤研究(B)  研究期間 2008年度～2010年度 （H.20～H.22） 配分総額 10,920,000 円  代表者 今中哲二  京都大学・原子炉実験所・助教
- ウクライナ国民の微量元素摂取状況と健康影響  基盤研究(A)  研究期間 2003年度～2005年度 （H.15～H.17） 配分総額 34,840,000 円  代表者 白石 久二雄  独立行政法人放射線医学総合研究所, 緊急被ばく医療研究センター線量評価研究部, 研究員(室長)
- 生体中の放射性核種濃度と分布に関する研究  科学技術振興調整費流動促進研究（若手育成型）  研究期間 2000年度～2002年度 （H.12～H.14） 配分総額 44,000,000 円  研究代表者　木村 真三 事後評価　C「生体中の放射線核種濃度と分布に関する研究」

## 論文
- ドーパミン代謝物の神経障害性試験
  - KIMURA S. et.al , : Effects of synthetic dopamine-melanin on oxygen radical formation induced by metal ions with dopamine. Neuroscoi. Res. Commun. 2001; 29(1); 31-40
  - KIMURA, S. et al, : Synthetic dopamine-melanins, a model for neuromelanin, show superoxide dismutase like activity. Trace Elem. Electrolytes., 20( ): - , 2003

- 放射線線量評価
  - Sarata Kumar SAHOO, Shinzo KIMURA, Yoshito WATANABE, Kunio SHIRAISHI and Akimasa MASUDA. Detection of 236U and variation of uranium isotope composition in the soil samples affected by the JCO criticality accident. Proc. Jpn. Acad., Ser. B, Vol. 78, 196-200 (2002) 
  - Shiraishi K, Kimura S, Sahoo SK, Arae H. Dose effect for Japanese due to 232Th and 238U in imported drinking water. Health Phys 2004;86:365-73.
  - Shinzo KIMURA, Sarata K. SAHOO, Kunio SHIRAISHI, Yoshito WATANABE, Tadaaki BAN-NAI, Ivan P. LOS, Vitaly N. KORZUN, Nikolay Y. TSYGANKOV, Pavlo V. ZAMOSTYAN, Valery E. SHEVCHUK. RADIATION MONITORING USING IMAGING PLATE TECHNOLOGY: A CASE STUDY OF LEAVES AFFECTED BY THE CHERNOBYL NUCLEAR POWER PLANT AND JCO CRITICALITY ACCIDENTS.  Nuclear Technology & Radiation Protection. Vol. XXI No. 1 June 2006 
  - Suzuki G, Yamaguchi I, Ogata H, Sugiyama H, Yonehara H, Kasagi F, Fujiwara S, Tatsukawa Y, Mori I, Kimura S. A nation-wide survey on indoor radon from 2007 to 2010 in Japan. J Radiat Res 2010;51:683-9.
  - Endo S, Kimura S, Takatsuji T, Nanasawa K, Imanaka T, Shizuma K. Measurement of soil contamination by radionuclides due to the Fukushima Dai-ichi Nuclear Power Plant accident and associated estimated cumulative external dose estimation. J Environ Radioact 2012;111:18-27.
  - Uchiyama K, Miyashita M, Sato H, Tanishima Y, Maeda S, Yoshikawa J, Kimura S. A Study of Thyroid 131I Activity of Five Human Subjects Exposed to a Radioactive Plume at Tamura City in Fukushima. Health Phys 2015;109:573-81.

- 酵母、イネなどのモデル生物での放射線応答
  - Kimura S, Ishidou E, Kurita S, Suzuki Y, Shibato J, Rakwal R, Iwahashi H. DNA microarray analyses reveal a post-irradiation differential time-dependent gene expression profile in yeast cells exposed to X-rays and gamma-rays. Biochem Biophys Res Commun 2006;346:51-60.
  - Cho K, Shibato J, Agrawal GK, Jung YH, Kubo A, Jwa NS, Tamogami S, Satoh K, Kikuchi S, Higashi T, Kimura S, Saji H, Tanaka Y, Iwahashi H, Masuo Y, Rakwal R. Integrated transcriptomics, proteomics, and metabolomics analyses to survey ozone responses in the leaves of rice seedling. J Proteome Res 2008;7:2980-98.
  - Rakwal R, Agrawal GK, Shibato J, Imanaka T, Fukutani S, Tamogami S, Endo S, Sahoo SK, Masuo Y, Kimura S. Ultra low-dose radiation: stress responses and impacts using rice as a grass model. Int J Mol Sci 2009;10:1215-25.
  - Rakwal R, Kimura S, Shibato J, Nojima K, Kim YK, Nahm BH, Jwa NS, Endo S, Tanaka K, Iwahashi H. Growth retardation and death of rice plants irradiated with carbon ion beams is preceded by very early dose- and time-dependent gene expression changes. Mol Cells 2008;25:272-8.
  - Hayashi G, Moro CF, Rohila JS, Shibato J, Kubo A, Imanaka T, Kimura S, Ozawa S, Fukutani S, Endo S, Ichikawa K, Agrawal GK, Shioda S, Hori M, Fukumoto M, Rakwal R. 2D-DIGE-based proteome expression changes in leaves of rice seedlings exposed to low-level gamma radiation at Iitate village, Fukushima. Plant Signal Behav 2015;10:e1103406.
  - Hayashi G, Shibato J, Imanaka T, Cho K, Kubo A, Kikuchi S, Satoh K, Kimura S, Ozawa S, Fukutani S, Endo S, Ichikawa K, Agrawal GK, Shioda S, Fukumoto M, Rakwal R. Unraveling low-level gamma radiation--responsive changes in expression of early and late genes in leaves of rice seedlings at Iitate Village, Fukushima. J Hered 2014;105:723-38.

- メンタルヘルスの論説
  - Yukako Komasa, Akiko Kitamura Hasebe, Masao Tsuboi, Masamine Jimba, Shinzo Kimura. PRIORITIZING MENTAL HEALTH ISSUES OF COMMUNITY RESIDENTS AFFECTED BY FUKUSHIMA DAIICHI NUCLEAR POWER PLANT ACCIDENT. 2013;Clinical Neuropsychiatry. Vol. 10 Issue 6, p241-244. 4p.

## 著書
- 『「放射能汚染地図」の今』 講談社 2014年2月28日

## 監修
- 坂内智之 (著)、柚木ミサト (イラスト)『放射線になんか、まけないぞ！ イラストブック』 太郎次郎社エディタス 2011年12月26日

## テレビ出演
- NHK ETV特集 ネットワークでつくる放射能汚染地図 2011年5月15日放送
- NHK ETV特集 続報 ネットワークでつくる放射能汚染地図 2011年6月5日放送
- NHK ETV特集 ネットワークでつくる放射能汚染地図３ 子どもたちを被ばくから守るために 2011年8月28日放送